# 하의 덕봉강당
하의 덕봉강당은 전라남도 신안군 하의면 대리에 있는 건축물이다. 2000년 1월 31일 신안군의 향토유적 제22호로 지정되었다.

## 개요
초암 김연선생의 제자와 인근 유림들이 1952년 선생의 집 후원에 건립하였다.